# Antony Dupuis
Antony Dupuis (Bayonne, Francuska, 24. veljače 1973.) je bivši francuski tenisač. Na ATP Touru se natjecao od 1992. do 2013. godine te je u tom razdoblju osvojio po jedan turnir u singlu i igri parova. Svoj najbolji plasman karijere ostvario je sredinom rujna 2001. kada je bio 57. tenisač svijeta.
Od Grand Slam turnira, Francuz je bio najuspješniji na Roland Garrosu u kojem je 2001. stigao do trećeg kola u kojem je poražen od sunarodnjaka Sébastiena Grosjeana.

## Teniska karijera
Dupuis je počeo trenirati tenis u dobi od devet godina. Nakon oca Xaviera, trenirao ga je Beniot Carelli koji je zaslužan za poboljšanje njegovih psihičkih i mentalnih mogućnosti. Njihova suradnja je trajala do veljače 1998.
2001. Antony Dupuis stiže do finala minhenskog BMW Opena u kojem je poražen od Čeha Jiříja Nováka da bi nakon tri godine osvojio svoj prvi naslov protiv Marija Ančića na dvoranskom turniru u Milanu.
Također, tenisač ima i jednu titulu u igri parova koju je osvojio s Michaëlom Llodrom na Long Islandu.
2006. bio je pozitivan na zabranjenu supstancu salbutamol zbog čega je suspendiran na dva i pol mjeseca.

## ATP finala

### Pojedinačno (1:1)
| Ishod   | Datum             | Turnir           | Podloga         | Protivnik   | Rezultat                  |
| ------- | ----------------- | ---------------- | --------------- | ----------- | ------------------------- |
| Poraz   | 30. travnja 2001. | Milano, Njemačka | zemlja          | Jiří Novák  | 4–6, 5–7                  |
| Pobjeda | 9. veljače 2004.  | Milano, Italija  | tepih (dvorana) | Mario Ančić | 6–4, 6–7(12–14), 7–6(7–5) |

### Parovi (1:0)
| Ishod   | Datum              | Turnir                     | Podloga | Partner        | ProtivniCI                    | Rezultat |
| ------- | ------------------ | -------------------------- | ------- | -------------- | ----------------------------- | -------- |
| Pobjeda | 23. kolovoza 2004. | Long Island, New York, SAD | beton   | Michaël Llodra | Yves Allegro Michael Kohlmann | 6–2, 6–4 |

## Vanjske poveznice
- Profil tenisača na ATP World Tour.com